# Eterna Magia
Eterna Magia é uma telenovela brasileira produzida e exibida pela TV Globo de 14 de maio a 2 de novembro de 2007, em 148 capítulos. Substituiu O Profeta e foi substituída por Desejo Proibido, sendo a 69ª "novela das seis" exibida pela emissora. 
Escrita por Elizabeth Jhin, com a colaboração de Eliane Garcia, Fernando Rebello, Lílian Garcia e Júlio Fischer, contou com a supervisão de texto de Silvio de Abreu. A direção foi de Federico Bonani, Edson Erdmann e Natália Grimberg, com direção geral de Ulysses Cruz e de núcleo de Carlos Manga.
Contou com Maria Flor, Malu Mader, Thiago Lacerda, Anna Rita Cerqueira, Cássia Kis, Luís Melo, Werner Schunemann, Eliane Giardini e Irene Ravache nos papéis principais.
A novela recebeu a indicação no Emmy Internacional 2008 de melhor atriz pela atuação de Irene Ravache.

## Enredo

### Primeira fase
É ambientada em 1938 na fictícia cidade mineira Serranias, fundada por imigrantes irlandeses no século XVIII. A trama principal gira em torno da família irlandesa Sullivan, na qual o patriarca Max é dono da maior empresa de extração e minério da cidade. Max casou-se com Marta, com quem teve duas filhas, a mimada e calculista Eva e a doce e bondosa Nina. Depois da morte de Marta, Eva decidiu finalizar seus estudos de piano em Dublin, enquanto Nina fica aos cuidados de Max, com a ajuda da cunhada, Pérola, irmã mais velha de Marta. O motivo da morte é o grande mistério da trama, pois a matriarca morreu de um ataque cardíaco, depois de uma discussão tensa com Pérola.
Conrado é um agricultor humilde, filho de Loreta e Joaquim, porém vive com o trauma do abandono do pai, que largou Loreta para se casar com Regina. Após conhecer Nina, Conrado se apaixonará pela moça, que também se encanta pelo rapaz, porém, Max não aprova o relacionamento dos dois, que decidem ficar noivos sem a autorização de Max. Após vários anos de estudo, e ter se tornado uma pianista de grande prestígio na Europa, Eva retorna para Serranias, e também de apaixona por Conrado, criando assim uma rivalidade entre as irmãs. O pior acontecerá, quando Eva pede a ajuda para a bruxa Zilda para engravidar de Conrado e, sem muitas opções, os dois se mudam para a Irlanda e se casam. Nina fica abalada com essa situação, preferindo se fechar para o amor e passa a estudar e trabalhar.

### Segunda fase
Em 1946, Eva e Conrado já casados, têm uma bela filha, já com sete anos, chamada Clara, que herdou de seus antepassados o dom da magia, e mesmo tão pequena já consegue usá-lo. Nina formou-se em engenharia, e se torna braço direito do pai. Mesmo depois da traição, nunca esqueceu Conrado, e então tenta apaixonar-se por Lucas, seu melhor amigo e primo de Conrado. Logo depois, Eva descobre pelo inescrupuloso Peter, seu ex-noivo que é médico, que tem uma grave doença, um tumor cerebral, e que tem pouco tempo de vida, porém ela, acha ser um castigo pelo que fez com a irmã. Então ela volta a Serranias, para receber o perdão de Nina, juntar ela e Conrado novamente, e com isso curar totalmente seu lado espiritual. Ela, Conrado e Clara chegam em Serranias no noivado de Nina e de Lucas. Nina vê-se numa complicada situação entre Conrado e Lucas. Então ela se separa de Lucas e se reaproxima de Conrado. A trama mudará totalmente quando o misterioso Flávio Falcão chegar em Serranias. Na verdade, ele é um mago, filho do Mago Simon, considerado um "deus da magia". A missão de Flávio é proteger a família Sullivan, principalmente Pérola, contra a terrível Zoief (nome verdadeiro de Zilda), que quer todo o poder da magia wicca para si, e tramará várias armações para conseguir o que quer.
No fim, descobre-se que Eva é filha biológica de Pérola, que engravidou de Max, e que a filha de Marta morreu durante o parto. Para sua irmã não sofrer, ela deu a criança para colocar no lugar da verdadeira, sendo que nem Max e nem Marta nunca descobriram nada, até Pérola revelar a verdade para Marta, explicando o motivo de sua morte. Eva fica muito abalada, mas perdoa e aceita a tia como mãe. Eva termina rica e viajando pelo mundo, sendo aclamada como a pianista fabulosa que sempre foi, e Nina se casa com Conrado, criando Clara como sua filha.

## Elenco
| Intérprete          | Personagem                                  |
| ------------------- | ------------------------------------------- |
| Malu Mader          | Eva O'Brian Sullivan                        |
| Thiago Lacerda      | Conrado O'Neill                             |
| Maria Flor          | Marina Rosa O'Brian Sullivan O'Neill (Nina) |
| Cássia Kis          | Zilda Pelizari                              |
| Eliane Giardini     | Pérola O'Brian Sullivan                     |
| Werner Schunemann   | Maximillian Sullivan (Max)                  |
| Irene Ravache       | Loreta O'Neill                              |
| Anna Rita Cerqueira | Clara Sullivan O'Neill                      |
| Milena Toscano      | Elisa Pelizari                              |
| Cauã Reymond        | Lucas Finnegan                              |
| Thiago Rodrigues    | Flávio Falcão / Ebdimon                     |
| Luís Melo           | Dr. Rafael Pelizari (Tio Rafa)              |
| Osmar Prado         | Joaquim O'Neill                             |
| Aracy Balabanian    | Inácia Finnegan                             |
| Cleyde Yáconis      | Francisca Finnegan (Dona Chica)             |
| Pierre Kiwitt       | Peter Gallagher                             |
| Rita Guedes         | Matilde Sotero O'Neill                      |
| Chris Couto         | Eglantina Adams                             |
| Bel Kutner          | Roberta Fontes (Bertha)                     |
| Isaac Bardavid      | José Carlos Finnegan (Zequinha)             |
| Lara Rodrigues      | Tereza Ferreira O'Neill (Teca)              |
| Thiago de Los Reyes | Bruno Finnegan                              |
| Marco Pigossi       | Miguel Finnegan                             |
| Isabelle Drummond   | Angelina Ferreira O'Neill (Gina)            |
| Lívia Falcão        | Flora O'Ryen                                |
| Carl Schumacher     | Carlos O'Ryen (Carlão)                      |
| Maria Clara Mattos  | Rita                                        |
| Tainá Müller        | Laura Mascarenhas                           |
| Emiliano Queiroz    | Padre Agnaldo                               |
| Marcelo Saback      | Jair Ferreira                               |
| Daniel Erthal       | Nicolau Betti                               |
| Maurício Gonçalves  | José Antônio (Padre Zuza)                   |
| Nizo Neto           | Brasil                                      |
| Eduardo Mancini     | Gonzaga                                     |
| Bia Sion            | Evelyn                                      |
| Miryam Thereza      | Tia Edméia                                  |
| Beatriz Tragtenberg | Tia Neném                                   |
| Nica Bonfim         | Sofia                                       |
| Caetano O'Maihlan   | Oscar                                       |
| Pedro Garcia Netto  | Bernardo                                    |
| Marcella Valente    | Joyce                                       |
| Cláudio Andrade     | William                                     |

### Participações especiais
| Intérprete       | Personagem                          |
| ---------------- | ----------------------------------- |
| Paulo Coelho     | Mago Simon                          |
| Giulia Gam       | Regina Ferreira / Raimunda Ferreira |
| Araci Esteves    | Medéia (Leonora)                    |
| João Acaiabe     | Afonso                              |
| Caio Graco       | Artur                               |
| Rodolfo Valente  | Miguel Finnegan (criança)           |
| Jaime Leibovitch | Morador de Serranias                |
| Angelita Feijó   | Loren                               |
| Vinícius Manne   | Capitão Marques                     |
| Lionel Fischer   | Dr. Eurico Sampaio                  |
| Antônio Fragoso  | Jorge                               |

## Produção

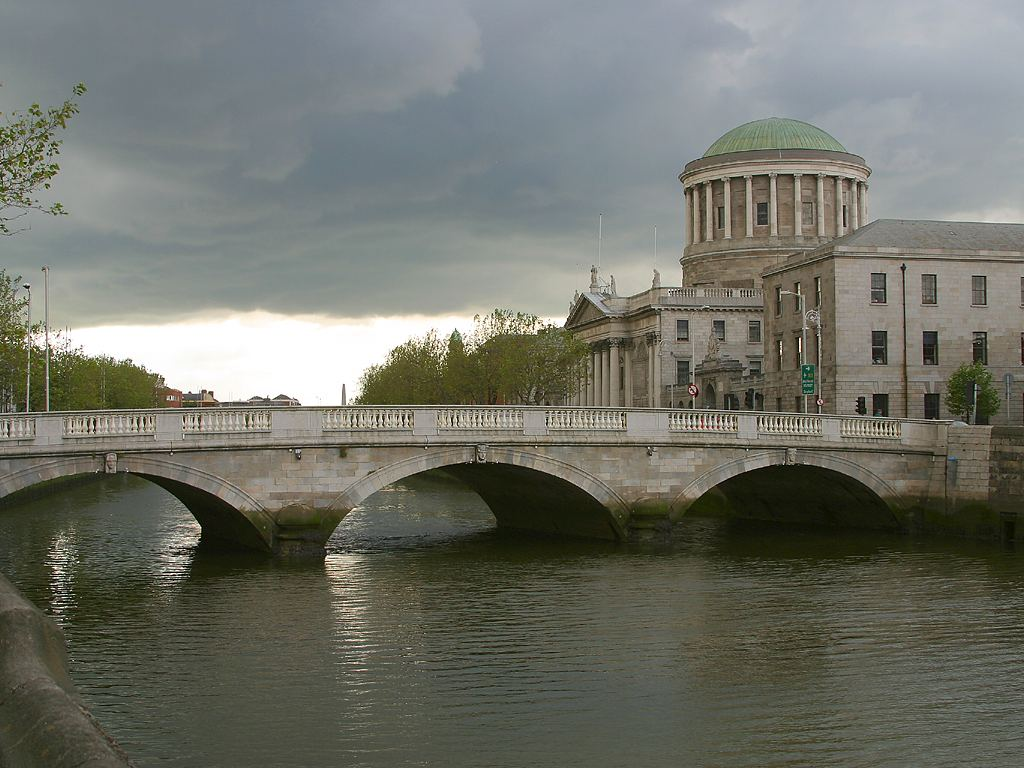
Dublin, onde foram gravadas as primeiras cenas

A trama começou a ser produzida em dezembro de 2006, sendo a primeira novela solo de Elizabeth Jhin, depois de ser colaboradora de vários autores, além de ser a coautora da novela Começar de Novo, com Antônio Calmon. As primeiras cenas foram gravadas em Dublin, capital da Irlanda, berço da cultura celta, para onde viajaram os atores Thiago Lacerda, Malu Mader, Eliane Giardini e Maria Flor. Também foram gravadas algumas cenas na Dinamarca, com a participação do escritor Paulo Coelho. Cerca de vinte profissionais da Globo, entre diretores e equipe técnica, foram a Dublin para as primeiras gravações. Para dar suporte ao trabalho na Irlanda, a emissora contratou uma produtora local. As equipes de efeitos especiais e visuais trabalharam em conjunto para garantir a qualidade final das cenas da novela, que apresentava imagens com texturas azuladas ou amareladas, em referência ao sol e à lua, já que a história era toda construída em cima de uma temática mística. A computação gráfica garantiu que algumas cenas tivessem um visual antigo, como no caso do flashback que mostrou a construção de Serranias, no século XVII.
Para compor a sua personagem Nina, Maria Flor recebeu aulas de dança irlandesa e fez leitura de livros sobre bruxaria e magia. Malu Mader contou com aulas de piano para compor a coprotagonista Eva, e seu visual contou com a consultoria da grife italiana Schiaparelli. O visual da personagem Zilda (Cássia Kis) foi inspirado em Miranda Priestly, personagem vivida por Meryl Streep no filme O Diabo Veste Prada.

## Exibição
Devido à transmissão da abertura dos Jogos Panamericanos de 2007, o capítulo 53, que seria exibido no dia 13 de julho não foi ao ar.

## Audiência
Eterna Magia estreou com trinta pontos de média. O último capítulo teve média de 27 pontos. A trama obteve uma média geral de 25,9 pontos.

## Trilha sonora

### Nacional
- Capa: Maria Flor

1. "Acontece Que Eu Sou Baiano" - Cláudia Leitte e Dudu Nobre
2. "O Samba da Minha Terra" - Gustavo Lins
3. "Pra Machucar Meu Coração" - Gal Costa
4. "Nada Além" - Sidney Magal
5. "Eu Sonhei Que Tu Estavas Tão Linda" - Pedro Mariano
6. "O Tempo me Guardou Você" - Ivan Lins
7. "Boa Noite, Amor" - Elis Regina
8. "Velho Realejo" - Jair Rodrigues
9. "Cabelos Brancos" - Sílvio Caldas
10. "Segredo" - Dalva de Oliveira
11. "Se Tu Soubesses" - Zé Renato
12. "Somos Dois" - Dick Farney
13. "Lábios que Beijei" - Orlando Silva
14. "Eterna Magia" (instrumental) - Alberto Rosenblit
15. "Concerto n° 2 em dó menor para piano e orquestra" - Claudio Abbado

### Internacional
- Capa: Cauã Reymond

1. "Moonlight Serenade" - Carly Simon
2. "Because Of You" - Tony Bennett
3. "I've Got You Under My Skin" - Cídia e Dan
4. "I Only Have Eyes For You" - Laura Fygi
5. "Contigo En La Distancia" - Luis Miguel
6. "At Last" - Etta James
7. "That Old Black Magic" - Judy Garland
8. "Night And Day" - Ella Fitzgerald
9. "Brazil (Aquarela do Brasil)" - The Dinning Sisters
10. "Embraceable You" - The Pied Pipers
11. "A String of Pearls" - Glenn Miller e sua orquestra
12. "Stormy Weather (Keeps Rainin´ All The Time)" - Alberto Rosenblit

## Prêmios
Indicações
Prémio Emmy Internacional (2008):
- Melhor Performance de uma Atriz - Irene Ravache

Prêmio Contigo! (2008):
- Melhor Ator Infantil  - Guillermo Hundadze
- Melhor Atriz Infantil - Anna Rita Cerqueira